# معبرة (جبلة)

تعديل مصدري - تعديل

معبرة هي إحدى قرى عزلة وراف بمديرية جبلة التابعة لمحافظة إب، بلغ تعداد سكانها 380 نسمة حسب تعداد اليمن لعام 2004.